# 日吉町 (前橋市)
日吉町（ひよしちょう）は、群馬県前橋市の地名。日吉町一丁目から四丁目まである。郵便番号は371-0017。面積は0.78km2(2013年現在)。

## 地理
広瀬川低地帯上に位置している。

### 河川
- 桃ノ木川

## 歴史
1966年 前橋市東町、才川町、清王寺町の各一部が合併し成立した地名である。

### 年表
- 1966年10月1日清王寺町、東町の一部から日吉町一丁目、東町の一部から日吉町二丁目、清王寺町、東町の一部から日吉町三丁目、清王寺町、才川町、東町の一部から日吉町四丁目が成立。
- 1978年 明治百年記念事業の1つとして群馬県立図書館が当町に再建された。

## 世帯数と人口
2017年（平成29年）8月31日現在の世帯数と人口は以下の通りである。
| 丁目         | 世帯数    | 人口    |
| ------------ | --------- | ------- |
| 日吉町一丁目 | 276世帯   | 549人   |
| 日吉町二丁目 | 488世帯   | 943人   |
| 日吉町三丁目 | 461世帯   | 1,079人 |
| 日吉町四丁目 | 649世帯   | 1,455人 |
| 計           | 1,874世帯 | 4,026人 |

## 小・中学校の学区
市立小・中学校に通う場合、学区は以下の通りとなる。
| 丁目         | 番地 | 小学校             | 中学校               |
| ------------ | ---- | ------------------ | -------------------- |
| 日吉町一丁目 | 全域 | 前橋市立城東小学校 | 前橋市立みずき中学校 |
| 日吉町二丁目 | 全域 | 前橋市立城東小学校 | 前橋市立みずき中学校 |
| 日吉町三丁目 | 全域 | 前橋市立城東小学校 | 前橋市立みずき中学校 |
| 日吉町四丁目 | 全域 | 前橋市立若宮小学校 | 前橋市立みずき中学校 |

## 交通

### 鉄道
鉄道駅はない。

### 道路
国道はなく、東部バイパスが通っている。

## 施設
- 群馬県立勢多農林高等学校
- 群馬県立図書館
- 前橋市立みずき中学校
- 群馬県民会館